# Limàntria dels pins
La limàntria dels pins o mònaca (Lymantria monacha) és una espècie de lepidòpter ditrisi de la família dels erèbids (Erebidae) pròpia la regió Paleàrtica, d'Europa al Japó. L'eruga s'alimenta principalment de fulles de conífera i és una greu plaga.

## Descripció

♀
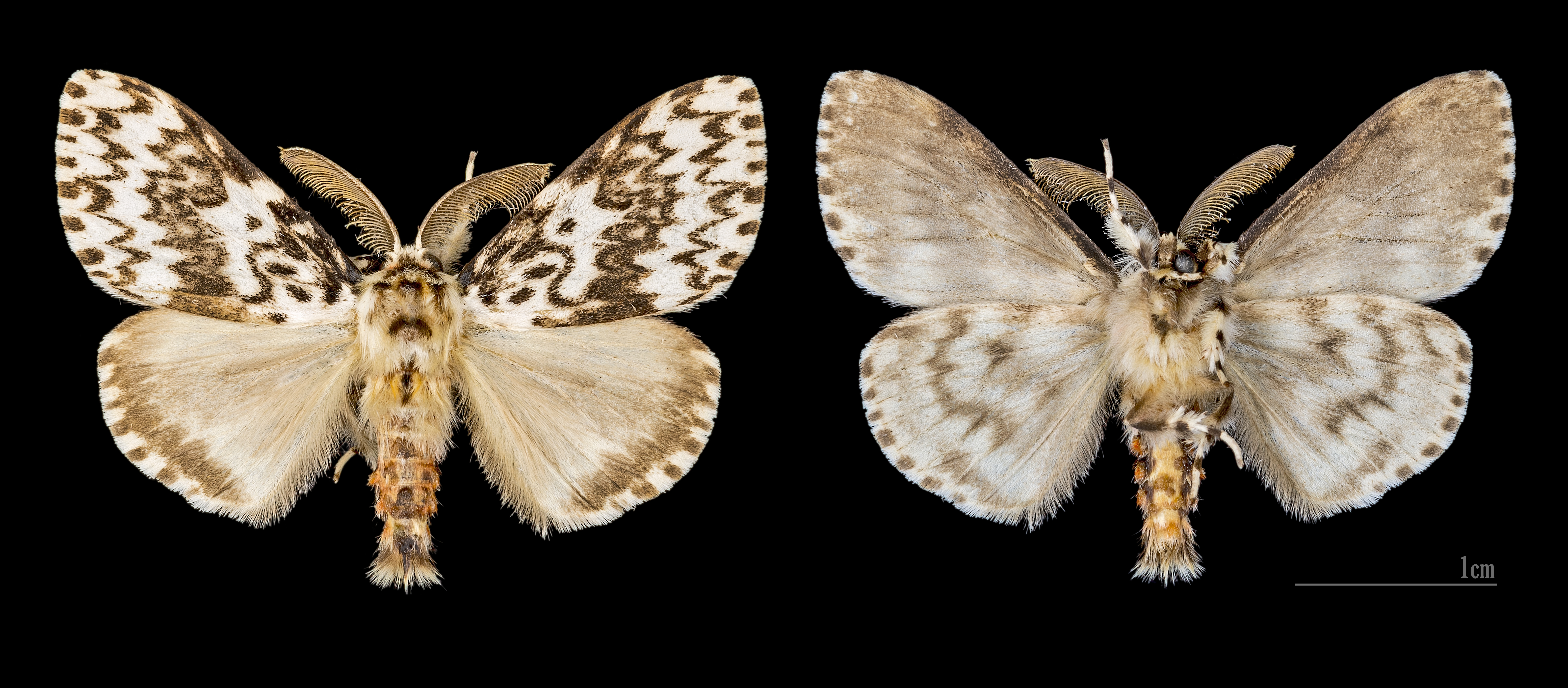
♂

Les papallones adultes tenen les ales blanques amb cercles negres connectats. Les altres ales són de color marró clar amb franges blanques i punts negres. La femella és més gran i té les ales més allargades. També té un abdomen característic de color grogós amb una cinta negra. Té una envergadura de 4 a 5 cm.
Presenten un marcat dimorfisme sexual. Els mascles tenen una mida menor, colores mas clars i tenen antenes bipinnades molt aparents. Les femelles són una mica més grans, de color més fosc, amb el cos i les extremitats més peludes, amb antenes filiformes poc aparents.
L'eruga de la monja és grisa i hirsuta, té línies negres i taques sobre l'esquena. S'alimenta de fulles d'arbres com l'Avet roig, Larix, Abies, Pinus i Pseudotsuga. D'altres gèneres com Quercus, Acer, Betula, Carpinus, Fagus, Fraxinus, Malus, Prunus, Ulmus i altres fruiters poden ser també consumits per aquesta espècie.

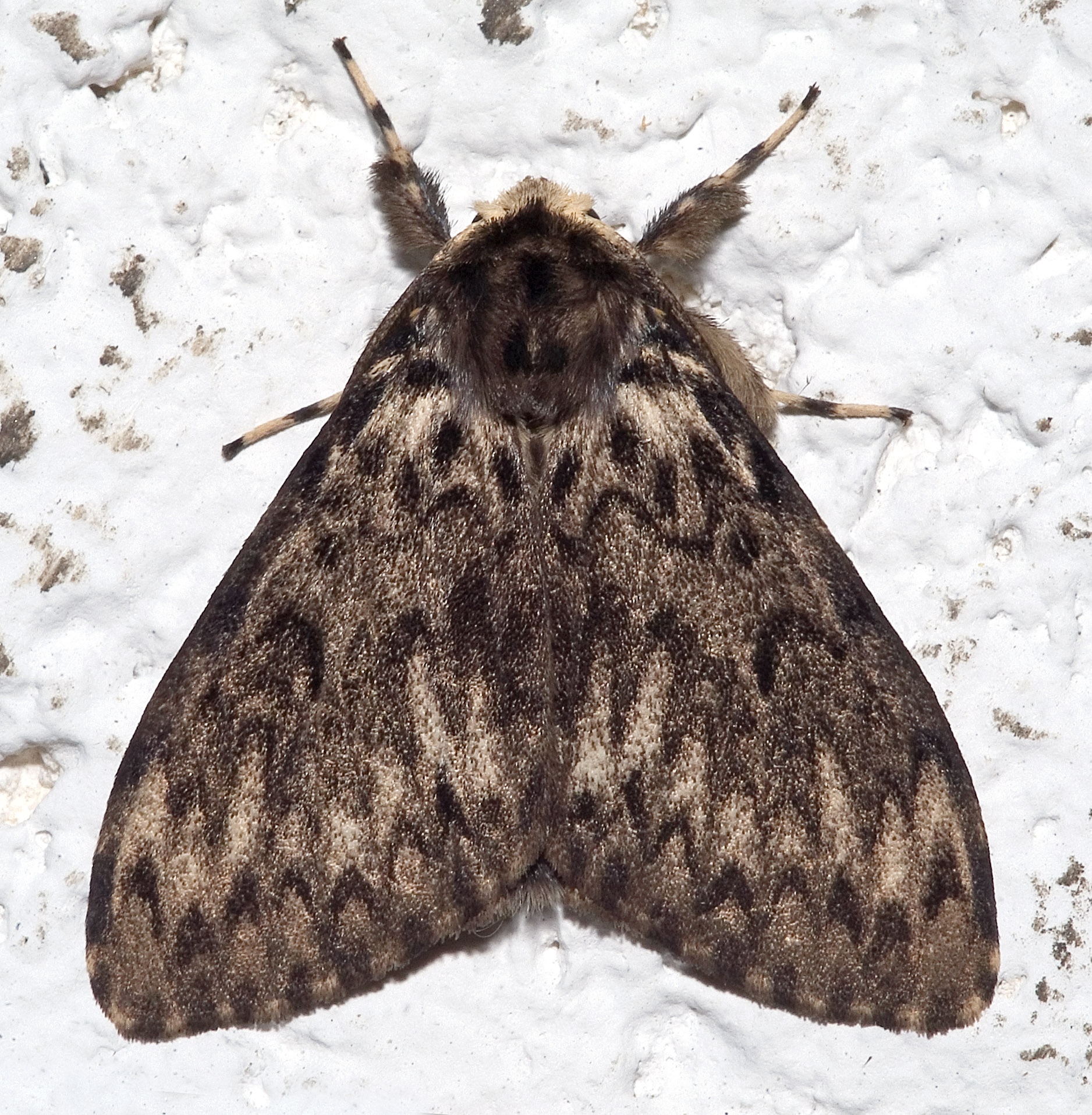
Femella de Lymantria monacha.
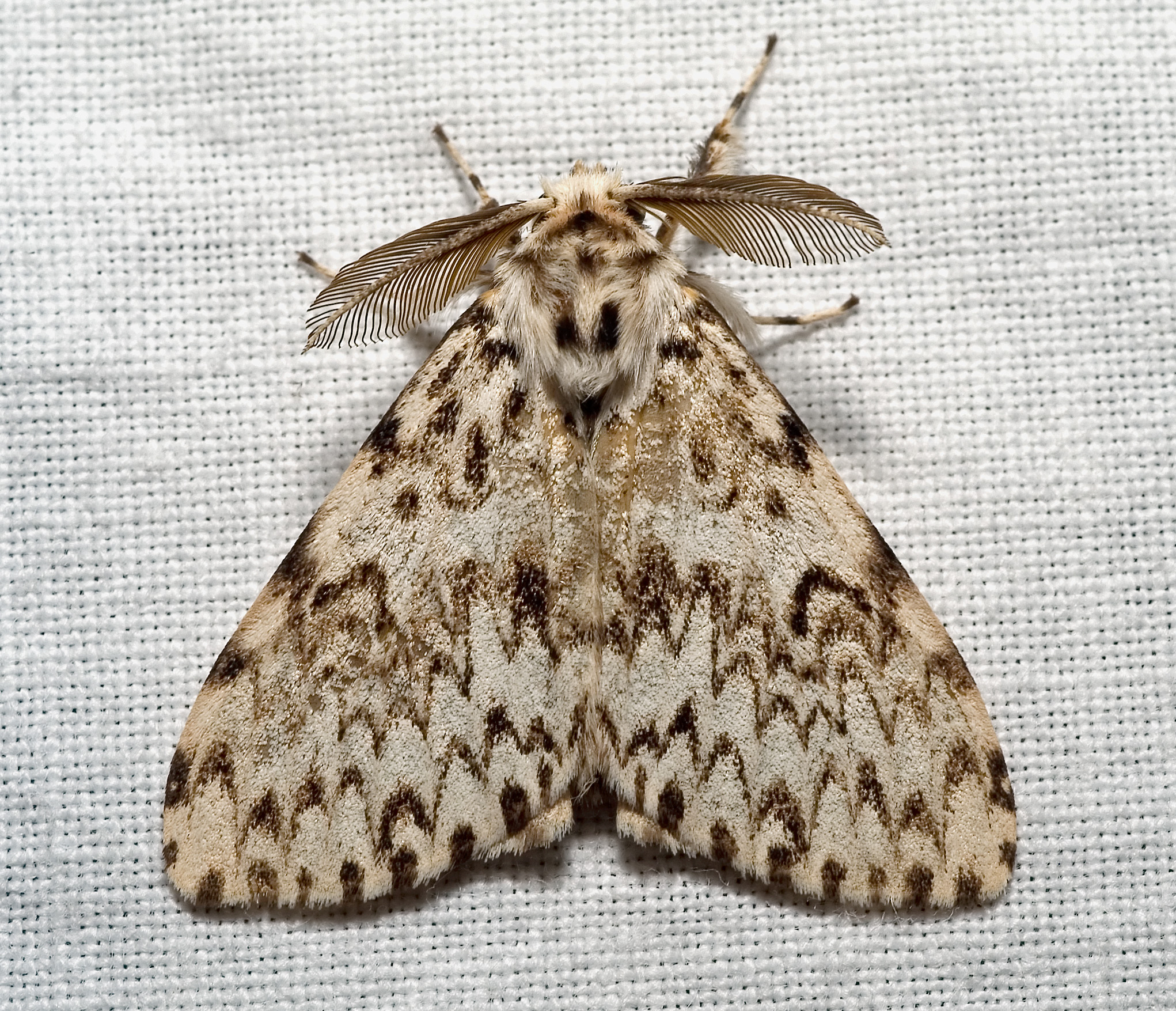
Mascle de Lymantria monacha.
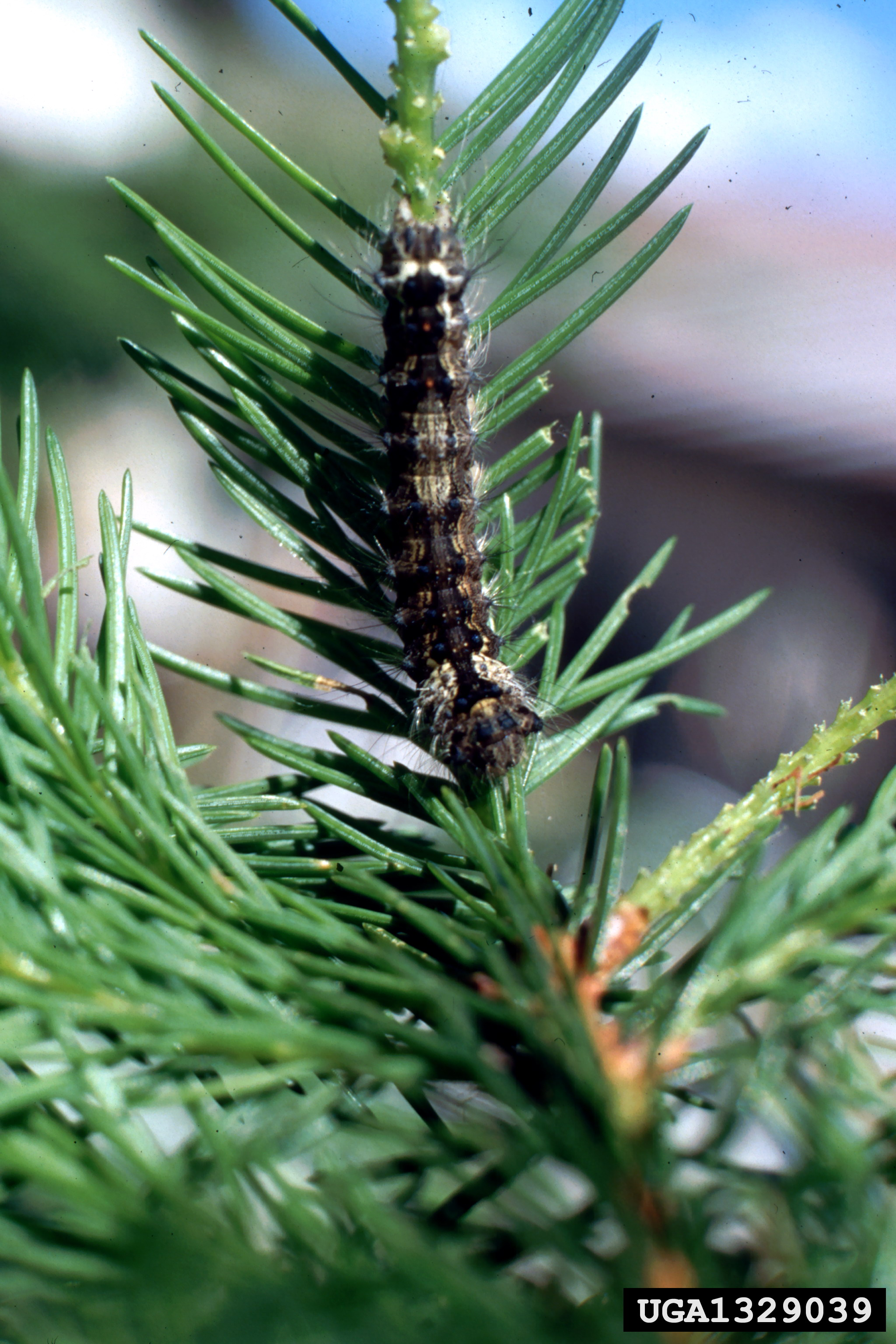
Larva.
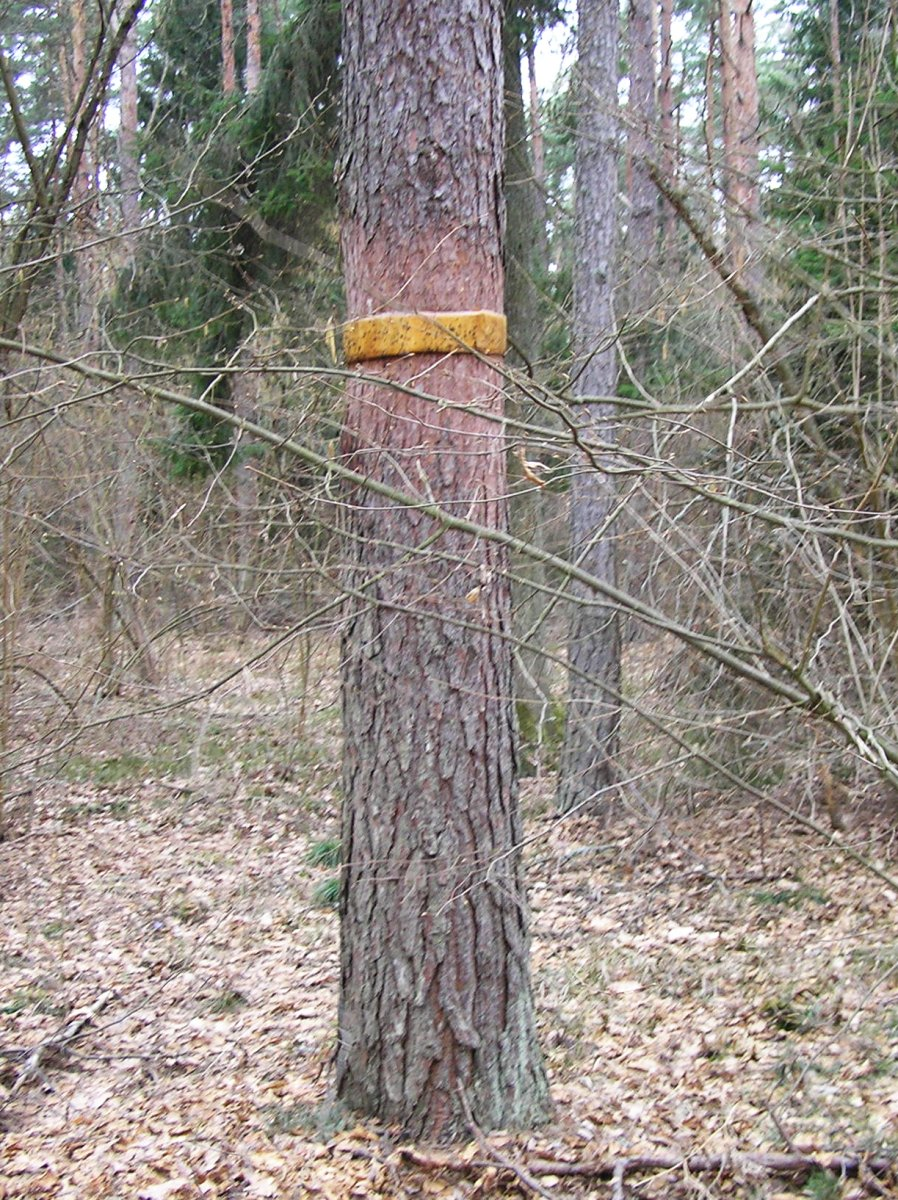
Trampa adhesiva.
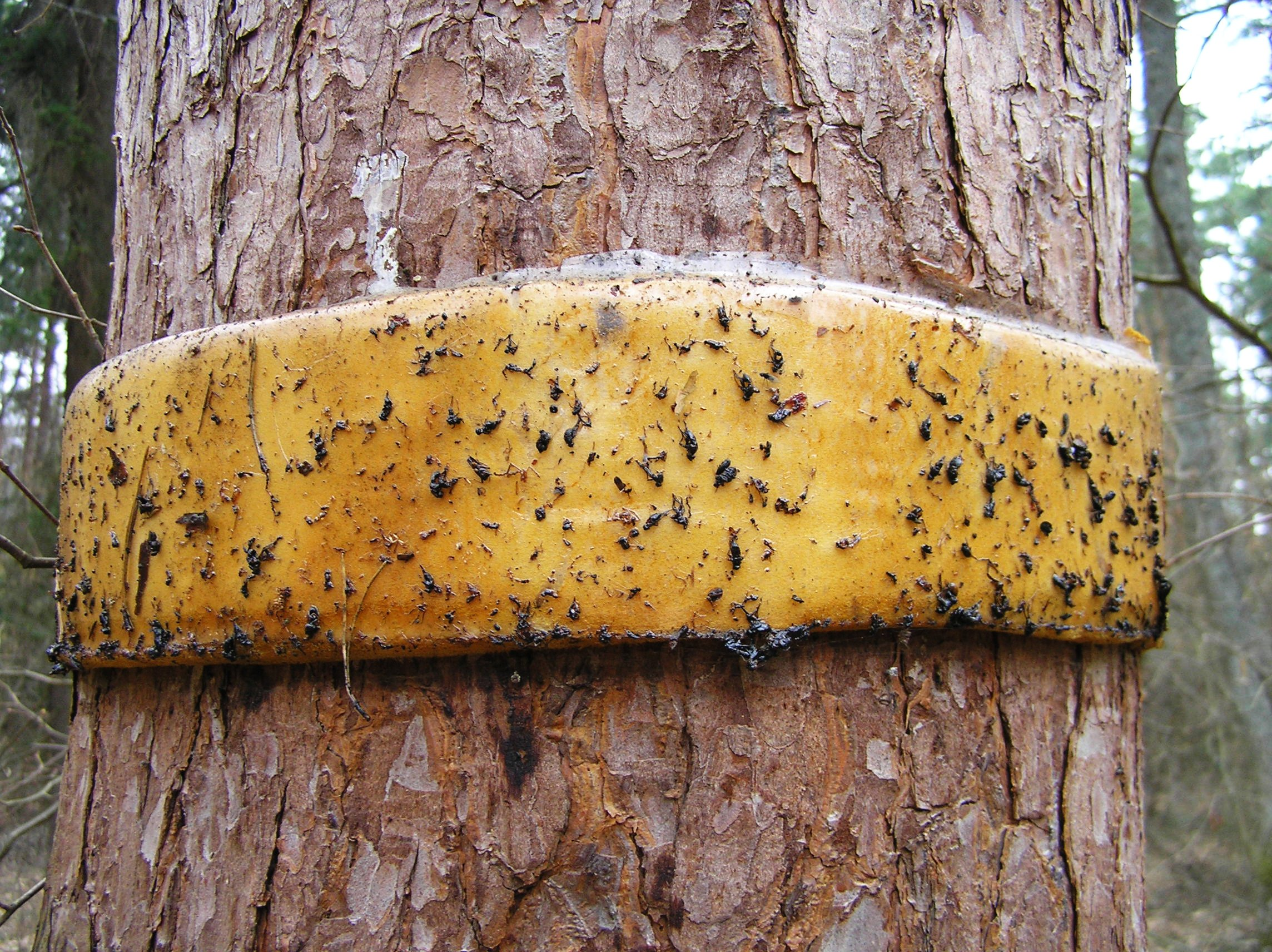
Detall d'una trampa adhesiva.
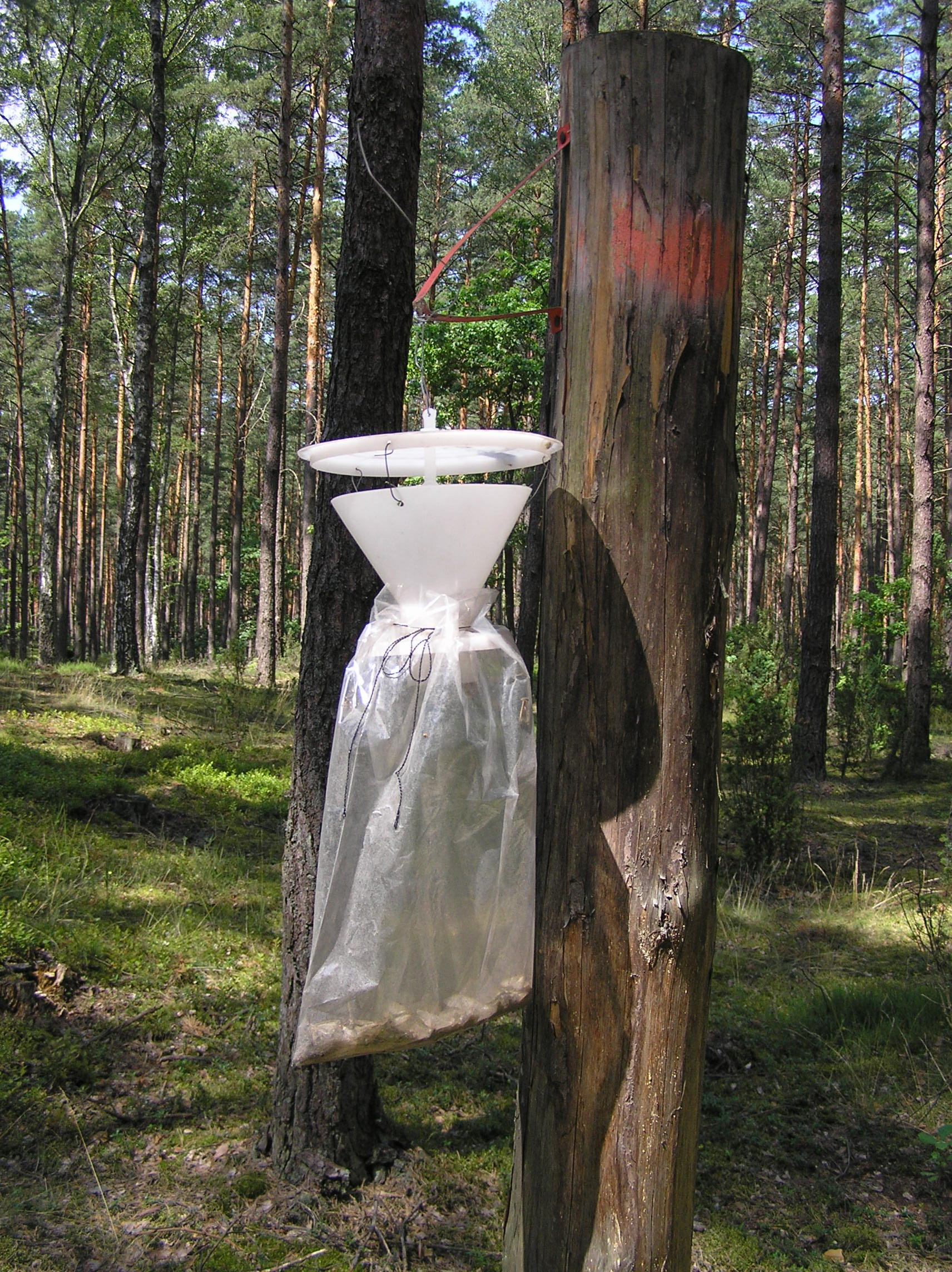
Trampa de feromones.

## Distribució
Europa; zones paleàrtiques de l'Àsia i el Japó

## Cicle biològic
Com tots els lepidòpters té un cicle holometàbol, passant per les fases d'ou, larva, crisàlide i adult. Les femelles adultes realitzen la posta en l'escorça dels arbres dels quals s'alimenta l'eruga.

Els ous fan eclosió a la primavera, les erugues en el seu primer estadi només mengen agulles jóvens, abandonant les agulles produïdes en anys anteriors. En els següents estadis aquestes erugues poden consumir agulles velles, tot i que prefereixen les jóvens.
| MES   | GENER    | FEBRER   | MARÇ     | ABRIL | MAIG | JUNY | JULIOL   | AGOST    | SETEMBRE | OCTUBRE  | NOVEMBRE | DESEMBRE |
| ----- | -------- | -------- | -------- | ----- | ---- | ---- | -------- | -------- | -------- | -------- | -------- | -------- |
| ESTAT | L        | L        | 5L       | X     | P    | D    | A        | H        | L        | L        | L        | L        |
| LLOC  | Branques | Branques | Branques | Sòl   | Sòl  | Aire | Branques | Branques | Branques | Branques | Branques | Branques |

Clau:
- A : Adults.
- H : Ous.
- L : Larves o erugues (Poden diferenciar-se fases larvàries mitjançant l'ús de nombres: 1L, 2L, 3L,...nL).
- P : Crisàlides.
- D : Diapausa.
- X : Soterrat o protegit.

## Entomologia aplicada

### Danys
En cas d'una gran infestació d'aquestes erugues, el fullatge es torna escàs i l'àpex de l'arbre es rovella. Els arbres sobreviuen a diverses defoliacions del 50% del seu fullatge, durant anys consecutius, però poden morir després de 4 o 5 anys de defoliacions intenses.

### Control
- Depredadors naturals: aus insectívores i aràcnids.